# Snort
Snort é um software livre de detecção de intrusão para rede (NIDS) desenvolvido inicialmente por Martin Roesch, capaz de desenvolver análise de tráfego em tempo real e registro de pacote em redes IP.
Executa análise de protocolo, busca e associa padrões de conteúdo e pode ser usado para detectar uma variedade de ataques, tais como buffer overflows, stealth port scans, ataques CGI, SMB probes, OS fingerprinting, entre outras. Esta ferramenta é suportada em arquiteturas RISC e CISC e em plataformas das mais diversas, como várias distros Linux (Red Hat, Debian, Slackware, Mandrake, etc.), OpenBSD, FreeBSD, NetBSD, Solaris, SunOS, HP-UX, AIX, IRIX, Tru64 e MacOS X.